# Feliciano López
Feliciano López Diaz-Guerra (20 de Setembro de 1981, Toledo) é um tenista profissional espanhol.
Feliciano López conquistou onze títulos ATP, sendo que sete desses foram em simples e quatro foram em duplas. O espanhol conquistou também quatro vezes a Copa Davis.
Em 2015, López alcançou a 12° posição no ranking mundial, sua melhor colocação em toda sua carreira.

## Carreira
López conquistou seu primeiro torneio de nível ATP em 2004. Nesse ano ele venceu o ATP 250 de Viena, onde bateu o argentino Guillermo Cañas na final. No mesmo ano, jogando ao lado do compatriota Fernando Verdasco, ele também venceu o ATP 250de Estocolmo em duplas. Ainda em 2004, López obteve o vice-campeonato do ATP 500 de Dubai, perdendo para Roger Federer na final.
Em 2010, mesmo não sendo um dos cabeças-de-chave, conquistou o ATP 250 de Johannesburgo, seu segundo troféu na carreira, batendo o francês Stéphane Robert na final por 7–5 e 6–1.
Já em 2013, o espanhol colocou um ponto final na seca de títulos que durava desde 2010, ao bater o francês Gilles Simon na final do ATP 250 de Eastbourne. López venceu com as parciais de 7-6(2), 6-7(5) e 6-0. Este foi o terceiro título de simples na carreira do espanhol, depois das conquistas em Viena (2004) e Johannesburgo (2010).
Em 2014, Feliciano López foi bicampeão do ATP 250 de Eastbourne, ao bater na final o francês Richard Gasquet por 6-3, 6-7(5) e 7-5, numa partida com 2 horas e 13 minutos de duração. Este foi o quarto título de simples da carreira do espanhol. Ainda em 2014, o espanhol foi semifinalista dos Masters 1000 de Toronto e Xangai. No torneio chinês, López derrotou o compatriota Rafael Nadal.

## Olímpiadas

### Duplas: 4° Lugar (0–1)
| Posição  | Ano  | Campeonato | Piso  | Parceiro     | Oponentes                        | Placar        |
| -------- | ---- | ---------- | ----- | ------------ | -------------------------------- | ------------- |
| 4° lugar | 2012 | Londres    | Grama | David Ferrer | Julien Benneteau Richard Gasquet | 6–7(4–7), 2–6 |

## ATP finais

### Simples: 18 (7 títulos, 11 vices)
| Categoria                         |
| --------------------------------- |
| Grand Slam (0–0)                  |
| ATP World Tour Finals (0–0)       |
| ATP World Tour Masters 1000 (0–0) |
| ATP World Tour 500 (1–3)          |
| ATP World Tour 250 (3–5)          |

| Finais por Piso |
| --------------- |
| Duro (2–4)      |
| Saibro (0–3)    |
| Grama (2–1)     |
| Carpete (0–0)   |

| Finais por Local |
| ---------------- |
| Outdoors (3–7)   |
| Indoors (1–1)    |

| Posição | N. | Data                    | Campeonato                                              | Piso     | Oponente               | Placar                        |
| ------- | -- | ----------------------- | ------------------------------------------------------- | -------- | ---------------------- | ----------------------------- |
| Vice    | 1. | 1 Março 2004            | Dubai Tennis Championships, Dubai, EAU                  | Duro     | Roger Federer          | 6–4, 1–6, 2–6                 |
| Campeão | 1. | 11 Outubro 2004         | BA-CA TennisTrophy, Viena, Áustria                      | Duro (i) | Guillermo Cañas        | 6–4, 1–6, 7–5, 3–6, 7–5       |
| Vice    | 2. | 21 Agosto 2005          | Pilot Pen Tennis, New Haven, EUA                        | Duro     | James Blake            | 6–3, 5–7, 1–6                 |
| Vice    | 3. | 10 Julho 2006           | Swiss Open, Gstaad, Suiça                               | Saibro   | Richard Gasquet        | 6–7(4–7), 7–6(7–3), 3–6, 3–6  |
| Vice    | 4. | 3 Março 2008            | Dubai Tennis Championships, Dubai, EAU                  | Duro     | Andy Roddick           | 7–6(10–8), 4–6, 2–6           |
| Campeão | 2. | 6 Fevereiro 2010        | SA Tennis Open, Johannesburg, África do Sul             | Duro     | Stéphane Robert        | 7–5, 6–1                      |
| Vice    | 5. | 25 Abril 2011           | Serbia Open, Belgrado, Sérvia                           | Saibro   | Novak Djokovic         | 6–7(4–7), 2–6                 |
| Vice    | 6. | 24 de Fevereiro de 2013 | U.S. National Indoor Tennis Championships, Memphis, EUA | Duro (i) | Kei Nishikori          | 2–6, 3–6                      |
| Campeão | 3. | 22 Junho 2013           | AEGON International, Eastbourne, Reino Unido            | Grama    | Gilles Simon           | 7–6(7–2), 6–7(5–7), 6–0       |
| Vice    | 7. | 15 June 2014            | AEGON Championships, London, EUA                        | Grama    | Grigor Dimitrov        | 7–6(10–8), 6–7(1–7), 6–7(6–8) |
| Campeão | 4. | 21 Junho 2014           | AEGON International, Eastbourne, Reino Unido (2)        | Grama    | Richard Gasquet        | 6–3, 6–7(5–7), 7–5            |
| Vice    | 8. | 8 Fevereiro 2015        | Ecuador Open Quito, Quito, Equador                      | Saibro   | Victor Estrella Burgos | 2–6, 7–6(7–5), 6–7(5–7)       |

### Duplas: 16 (5 título, 11 vices)
| Legenda                             |
| ----------------------------------- |
| Grand Slam (0–0)                    |
| Tennis Masters Cup (0–0)            |
| ATP Masters Series (0–1)            |
| ATP International Series Gold (0–3) |
| ATP World Tour 250 Series (1–2)     |

| Finais por Piso |
| --------------- |
| Duro (1–2)      |
| Saibro (0–4)    |
| Grama (0–0)     |
| Carpete (0–0)   |

| Posição | N  | Data              | Torneio                                   | Piso     | Parceiro          | Oponentes                         | Placar           |
| ------- | -- | ----------------- | ----------------------------------------- | -------- | ----------------- | --------------------------------- | ---------------- |
| Vice    | 1. | 7 Maio 2001       | Majorca Open, Palma de Mallorca, Espanha  | Saibro   | Francisco Roig    | Donald Johnson Jared Palmer       | 5–7, 3–6         |
| Vice    | 2. | 19 Abril 2004     | Valencia Open, Valência, Espanha          | Saibro   | Marc López        | Gastón Etlis Martín Rodríguez     | 5–7, 6–7(5-7)    |
| Campeão | 1. | 1 Novembro 2004   | Stockholm Open, Estocolmo, Suécia         | Duro (i) | Fernando Verdasco | Wayne Arthurs Paul Hanley         | 6–4, 6–4         |
| Vice    | 3. | 18 Abril 2005     | Barcelona Open, Barcelona, Espanha        | Saibro   | Rafael Nadal      | Leander Paes Nenad Zimonjić       | 3–6, 3–6         |
| Vice    | 4. | 26 Fevereiro 2011 | Dubai Tennis Championships, Dubai, EAU    | Duro     | Jérémy Chardy     | Sergiy Stakhovsky Mikhail Youzhny | 6–4, 3–6, [3–10] |
| Vice    | 5. | 2 Março 2014      | Abierto Mexicano Telcel, Acapulco, México | Duro     | Max Mirnyi        | Kevin Anderson Matthew Ebden      | 3–6, 3–6         |
| Vice    | 6. | 18 Maio 2014      | Internazionali BNL d'Italia, Roma, Itália | Hard     | Robin Haase       | Daniel Nestor Nenad Zimonjić      | 4–6, 6–7(2–7)    |